# Ras Kass
John Austin IV (nascido em 25 de Setembro de 1973) em Watts, Los Angeles, mais conhecido pelo seu nome artístico Ras Kass é um rapper americano. Ele também faz parte do supergrupo de hip hop The HRSMN junto com Canibus, Killah Priest, e Kurupt.

## Discografia
| Ano  | Título | Posição nas paradas | Posição nas paradas |
| Ano  | Título | U.S. Billboard 200  | U.S. R&B            |
| ---- | --- | ------------------- | ------------------- |
| 1996 | Soul on Ice - Released: October 1, 1996 - Label: Priority                                                                      | 169                 | 35                  |
| 1998 | Rasassination - Released: September 22, 1998 - Label: Priority                                                                 | 63                  | 11                  |
| 2010 | A.D.I.D.A.S - Released: July 20, 2010 - Released: December 21, 2010 (A.D.I.D.A.S. Relaced Version) - Label: Reup Entertainment |                     |                     |